# NGC 667
NGC 667 est une lointaine et très vaste galaxie lenticulaire située dans la constellation de la Baleine. NGC 667 a été découverte par l'astronome américain Frank Müller en 1886.

## Caractéristiques
Sa vitesse par rapport au fond diffus cosmologique est de 11 768 ± 43 km/s, ce qui correspond à une distance de Hubble de 174 ± 12 Mpc (∼568 millions d'al).
À ce jour, une mesure non basée sur le décalage vers le rouge (redshift) donne une distance d'environ 173,000 Mpc (∼564 millions d'al). Cette valeur est presque égale à la distance de Hubble.